# Bolton Group
Pour les articles homonymes, voir Bolton.
Bolton Group est une multinationale italienne présente dans la fabrication et la distribution de produits de grande consommation.

## Historique
L'entreprise est fondée en 1949 par Joseph Nissim, membre de la communauté juive, un ancien salarié de Procter & Gamble.  
C'est dans les années 1990 que le groupe devient un conglomérat de taille internationale en rachetant de nombreuses entreprises : les produits ménagers Carolin en 1992, les adhésifs UHU en 1994, les nettoyants WC Net et les produits d'hygiène Rogé Cavaillès en 1998, les conserves Saupiquet à Paribas Affaires Industrielles (PAI) en 1999.
L'extension se poursuit ensuite, avec la prise de contrôle en 2006 des dentifrices Sanogyl, vendus par Unilever, et en 2014 de la marque de lessive Génie et des sacs Scel-O-frais rachetés à Colgate-Palmolive. En août 2021, le groupe rachète la société américaine Wild Planet Foods,.

## Marques détenues et organisation
Le groupe est divisé en quatre pôles d'activités : 

### Produits alimentaires
- Rio Mare : Créée en 1965, production de conserves de thon, l'usine originelle est à Cermenate près de Côme. La gamme,  couvre les secteurs du thon en bloc et en filets, le saumon, les maquereaux, les sardines, les salades composées avec les produits de la mer, les sauces et les terrines[2].
- Simmenthal : créée en 1923, viande de bœuf en gelée[2].
- Garavilla : groupe espagnol spécialisé dans la pêche et le thon en conserve.
- Saupiquet : marque créée en 1891 à Nantes, produit des conserves de poissons grillés.
- Prima :  Espagne,  sauces et vinaigres.
- Palmera : thon en conserve.
- Petreet : aliments pour chats et chiens créée au Japon en 1970 et acquise par la société Palmera en 1991.

### Produits d'entretien ménagers
- Omino Bianco : produits complémentaires aux lessives pour machines à laver.
- WC Net : produits d'entretien pour les pièces d'eau, toilettes et salles de bains.
- Smac : entretien des ustensiles et objets métalliques.
- Carolin : produits d'entretien du sol carrelage à base de savon de Marseille, produits d'entretien du bois, meubles et parquets.

### Adhésifs
- UHU : marque créée en 1932 en Allemagne ; colles [2].
- Bison :  Adhésifs et joints silicone.
- Griffon : marque italienne créée en 1960 ;  colles, assemblages et étanchéité des tubes PVC et métalliques des installations sanitaires, de chauffage et piscines.
- Bostik : collage, étanchéité, protection et isolation.
- Air Max : produits absorbeurs d'humidité.
- Vinavil : colles vinyliques.

### Soins du corps
- Neutro Roberts : produits d'hygiène, déodorants, savons, gels douche, après douche et shampoing.
- Borotalco : marque italienne de talc créée en 1904 : déodorants, savons, gels douche, bains moussants, crème après douche pour le corps.
- Chilly : hygiène intime féminine, serviettes et lingettes.
- Rogé Cavaillès : produits d'hygiène corporelle pour les peaux délicates.
- Sanogyl : hygiène dentaire.
- Somatoline : produit anti-cellulite.
- Brioschi : comprimés effervescents facilitant la digestion.
- Bilboa : crèmes, lotions, huiles, produits solaires.
- Soapy : hygiène pour peaux délicates.

### Cosmétique
- Collistar : cosmétiques.

## Répartition des ventes

### Par type de produits
Le groupe dispose de 12 usines dans le monde occupant plus de 5 000 salariés et de 45 bureaux de représentation commerciale. Il fabrique les produits commercialisés sous 50 marques différentes. Le chiffre d'affaires du groupe Bolton est ainsi réparti :
- Produits alimentaires : 57 %
- Soins du corps : 14 %
- Produits d'entretien ménagers : 13 %
- Colles et adhésifs : 11 %
- Cosmétique : 5 %

### Marchés principaux
- Italie : 44 %
- France : 14 %
- Espagne : 10 %
- Benelux : 5 %
- Allemagne : 5 %
- Autres pays d'Europe : 8 %
- Reste du monde : 14 %